# Association à la recherche d'un folklore imaginaire
Pour les articles homonymes, voir Arfi.
L'Association à la recherche d'un folklore imaginaire (ARFI) est un collectif musical fondé à Lyon en 1977. L'association, une compagnie de musiciens qui évoluent dans les groupes lyonnais Workshop de Lyon (fondé en 1967), le Marvelous Band, et le big band La Marmite infernale, cherche à promouvoir la musique improvisée, le jazz expérimental et la créativité musicale de façon plus générale en rassemblant des musiciens venus d'horizons divers et en créant des espaces, d'échange, de travail et de réflexion.

## Musiciens (en 2024)
- Mélissa Acchiardi: vibraphone, batterie
- Jean-Paul Autin : saxophones alto et sopranino, clarinette basse
- Olivier Bost : guitare électrique, trombone
- Jean Bolcato : contrebasse, voix
- Clémence Cognet: violon
- Jean-Marc François: Performer
- Xavier Garcia : sampler, traitements
- Christophe Gauvert: contrebasse, basse électrique
- Clément Gibert : clarinettes, saxophone alto
- Damien Grange: voix
- Guillaume Grenard : trompettes , euphonium
- Jérome Lopez: vidéo
- Marie Nachury: voix
- Christian Rollet : batterie, percussions
- Alfred Spirli : batterie, objets
- Laura Tejeda: voix
- Eric Vagnon : saxophone soprano, alto et baryton
- Guy Villerd : saxophone ténor

## Groupes
Les groupes sont l’âme du collectif et son fer de lance. Du duo au big band, les groupes Arfi sont régulièrement invités par les grands festivals en France et à l’étranger. C’est aussi en tournées dans les clubs et les petits lieux que s’éprouvent à chaud et en proximité avec le public, l’énergie et les choix de chaque groupe développant son propre langage musical.
Les groupes aujourd’hui (2024) : 
- La Marmite Infernale : 12-17 musiciens selon les époques ou les projets. La marmite renouvelle ses répertoires de concerts depuis sa création en 1977. Elle a également élargi son champ d'action avec le ciné-concert (Potemkine…) ou le spectacle (La Grande Illusion, Les hommes maintenant…).

- L’Effet Vapeur : Créé en 1994 ce quartet surréaliste et poétique est devenu trio en 1998 puis a nouveau quartet en 2018.
- Bululú: Projet proposé à l'Arfi par la clarinettiste et chanteuse Emmanuelle Saby autour des musiques venezueliennes.
- InDOLPHYlités: Quintet autour de l'Album "Out to lunch" d'Eric Dolphy.
- Les Incendiaires : Créé il y a quelques années à l’image du Trio Apollo dont c’est la même instrumentation (Tp, Tb, Sax).
- Actuel Remix : Ce duo techno (Garcia-Villerd) fait suite à Electric duo (créé en 1991) puis à « Old Blind & Deaf ». Le propos ici est un remix de musiques contemporaines et de musiques techno minimales. Orpheus Mix, la dernière création a pour objet le répertoire baroque pour réarranger quelques-unes de ses pièces les plus mythiques

Les Groupes ayant cessé leur activité :
- Workshop de Lyon : Le plus ancien des groupes de l’Arfi. Le WDL a fêté ses 50 ans en 2017.
- le Marvelous band : Groupe basé principalement sur les compositions d'Alain Gibert, le Marvelous Band est à l’origine de l’ARFI
- Ces Messieurs : Trio jazz rock électroacoustique. Ce trio a beaucoup tourné dans les années 90 !
- La Bête à bon dos : orchestre "mobile et volubile" de dix musiciens.
- Baron Samedi : Quartet puis duo de polyrythmies spectaculaires.
- Dîtes 33 : le dernier répertoire de ce quartet est un travail sur l'univers sonore des insectes (Entomolo Vox).
- Kif Kif : (les Gibert père et fils) duo trombone - clarinette.
- Torero Loco : quartet de réminiscences d'une Andalousie mythique. Compositions d’Alain Rellay. Voix Lucia Recio.
- 32 janvier : quartet à l’initiative de Maurice Merle. Voix Lucia Recio.
- Trio Apollo : trio acoustique saxophone - trompette - trombone.
- Arfolia Libra: C’est la rencontre entre la musique ancienne d’aperto Libro et un quartet de l’Arfi. Le groupe revisite les répertoires déclinés autour des thèmes de la Folia.
- Duo Recio - Garcia : voix, sampler et traitements de sons, poétique, espiègle et libre.
- Babel Orkestra : Créé au cours d’une résidence de l’Arfi dans un quartier de Lyon, le Babel Orkestra est composé de musiciens de l’Arfi et d’habitants de la Duchère.
- Villerd Ayler Quartet : une relecture de la musique d’Albert Aller orchestrée par Guy Villerd.

## Spectacles
Du groupe au spectacle il n’y a qu’un pas, mais grand ! Les musiciens Arfi aiment le franchir dès que possible, métissant leurs musiques avec de nombreuses aventures esthétiques et humaines (cirque, arts de la rue, gastronomie, théâtre, danse…). Autant d’invitations à découvrir un jazz contemporain particulièrement ludique et créatif.
En tournée en 2024 :
- La ferme des animaux: théâtre musical interactif pour le jeune public.
- La souplesse de la baleine. Spectacle burlesque d’Alfred Spirli et Jean Marc François.
- Les Incendiaires : "à l'ouest" répertoire autour de la musique d'Ennio Morricone.
- Chant Général : poème épique en quinze chants du poète chilien Pablo Neruda.
- Labyrinthe d'une ligne : pièce vocale et électroacoustique.

## Ciné-concerts, Vidéo-concerts
- Nosferatu
- Un autre Kong
- Actuel Remix#04: Steamboat
- Actuel Remix #02: Heiner Goebbels’ remix
- Bobines mélodies 2
- Les fantasmagories de Segundo de Chomon
- Avril l’Enchanteur
- Koko le clown
- M.Mélies et Géo Smile
- Actuel Remix #01: Metropolis
- Bobines Mélodies
- Les contes Persans
- Félix le chat
- Nanouk l’Esquimau
- CineRir’Arfi
- Le masque de fer

## Label
L'Arfi produit des disques depuis sa creation. Outre le catalogue de disque vinyles aujourd'hui épuisé, le catalogue de CD et DVD a démarré en 1989 avec le N° AM012. Il comporte aujourd'hui (2021) plus de 80 références. Les CD et DVD sont distribuées par les allumes du jazz.com  . Les nouvelles références (depuis AM060 ) sont également distribuées en magasin et en ligne par L'autre distribution. 
```
N° de Référence (année) : nom du groupe / nom du disque
```

- AM012 (1989) : Ces messieurs / Kak nié bolé
- AM013 (1990) : La marmite infernale / Gloire à NO héreos
- AM014 (1991) : Le workshop de Lyon / Chant bien fatal
- AM015 (1992) : Vollat 3 / Vol à trois
- Sylex Y225020* (1992) : Baron Samedi / Diakouyou
- Sylex Y225021* (1993) : Trio Apollo / L’ âge du cuivre
- AM016 (1997) : L’effet vapeur / Pièces et Accessoires
- AM017 (1997) : La marmite infernale / BOUM !
- AM018 (1997) : Potemkine
- AM019 (1997):  Tragédie au cirque
- AM020 (1997) : Le marvelous band
- AM021 (1997) : La bête a bon dos / Doucement les basses
- AM022 (1998): Le workshop de Lyon /Coté rue
- AM023 (1998) : Baron Samedi / Marabout cadillac
- AM024 (1999) : Trio Apollo / Cap Inédit
- AM025 (1999) : E’Guijecri / Festin d’oreille
- AM026 (2000) : Torero loco / Portraits
- AM027 (2002) : 32 Janvier invite Paul Rogers et Fred Frith
- AM028 (2001) : La marmite infernale / Au charbon !
- AM029 (2002) : L’effet vapeur / Je pense que…
- AM030 (2002) : Le workshop de Lyon / Les chants d’Edith
- AM031 (2002) : Villerd-Ayler quartet / One day…
- AM032 (2003) : La bête a bon dos / Tango félin
- AM033 (2003) : Dites 33 / Sonographies
- AM034 (2003) : Kif-kif / Les 2 moitiés de la pomme
- AM035 (2004) : Maurice Merle / Le souflle continue
- AM036 (2004) : Le workshop de Lyon + Heavy spirits / Lighting up
- AM037 (2004) : La marmite infernale + Nelson Mandela metrotroplitan choir / Sing for freedom
- AM038 DVD (2005) :  Township jazz
- AM039 (2005) : Duo Garcia-Recio / Ten
- AM040 (2006) : Arfi / Maison fondée en 1977
- AM041 (2007) : Trio Apollo / Adieu les filles
- AM042 (2008) : La marmite infernale / Envoyez la suite
- AM043 (2008) : Le workshop de Lyon / Slogan
- AM044 (2008) : Pascal Lloret / Le silence du piano
- AM045 DVD (2008) : L’effet vapeur / Bobines Mélodies
- AM046 (2009) : Old, blind & deaf / Colonisation
- AM047 (2009) : Villerd-Recio / Les électromerveilles
- AM048 (2010) : Kif Kif / La descendance de l’homme
- AM049 (2010)  : Bomonstre / O saisons, ô trombones
- AM050 (2011) : Old, blind & deaf / Chant bien fatal
- AM051 (2011) : Dites 33 / Entomolovox
- AM052 (2012) : La marmite infernale / Le cauchemar d’Hector
- AM053 DVD (2012) : A la vie la mort
- AM054 (2013) : Le bonheur
- AM055 DVD (2013) : Villerd-Bolcato / Koko le clown
- AM056 (2013) : Actuel remix / #01 Metropolis
- AM057 (2014) : Au-dessus du monde
- AM058 (2014) : Babel orkestra
- AM059 (2014) : Le workshop de Lyon / Lettres à des amis lointains
- AM060 (2015) : Arfolia libra
- AM061 (2015): Les incendiaires
- AM062 (2016) : La Marmite Infernale / Les hommes maintenant…
- CC01** (2016) : Déraisonnables
- AM063 (2017) : Le workshop de Lyon / 50e anniversaire
- AM064 (2017) : DarkPoe
- AM065 DVD (2017): La souplesse de la baleine
- CC02** (2018) : Calamity roll in the dark
- AM066 (2018): La bête à 7 têtes
- AM067 (2019): La Marmite Infernale / Les Plutériens
- AM068 (2019): Actuel Remix #02: Heiner Goebbels' Remix #03: Ensemble Modern Live Remix
- CC03** (2020): Trains...Calamity roll with passengers
- AM069 (2020): inDOLPHYlités
- AM070 (2021): Bululú
- AM071 (2021): L'effet Vapeur / Ring!
- AM072 (2022): Orpheus Mix / Actuel Remix #5
- CC04** (2022): Garcia et Grenard: Quidquid latet apparebit
- AM073 (2022): La Marmite Infernale / Humeurs et vacillement
- AM074 (2023): Nosferatu / Une symphonie de l'horreur
- AM075 (2024): Labyrinthe d'une ligne
- AM076 (2024): Chant général
- CC05** (2024): La Ferme des Animaux

* ces CD ont été enregistrés sur le label SYLEX
** Les références commençant par CC.. désignent la nouvelle "sous-collection" Circuit Court (CC01, CC02 etc.) avec des disques co-produits par les musiciens dans le cadre du label.

## Sources
- Philippe Carles, André Clergeat et Jean-Louis Comolli, Dictionnaire du jazz, Paris, Éd. Robert Laffont, coll. « Bouquins », 1994  (ISBN 2-221-07822-5)